# Lisa Marie Ness Klungland
Lisa Marie Ness Klungland (nascida a 7 de janeiro de 1994) é uma política norueguesa.
Ela foi eleita representante no Storting pelo círculo eleitoral de Rogaland para o período 2021-2025, pelo Partido do Centro.